# Grobničko polje
Grobničko polje – polje w Chorwacji.

## Opis
Jest położone na północ od Rijeki. Zajmuje powierzchnię ok. 20 km². Jego wymiary to 6 × 4 km. Jego wysokość bezwzględna waha się w przedziale 293–395 m n.p.m. Jego dno wypełnione jest żwirem aluwialnym naniesionym w plejstocenie. Przez polje przepływa rzeka Sušica.
Większe miejscowości na terenie Grobničkiego polja to: Dražice, Podhum, Jelenje i Grobnik.